# Xarnuta obsoleta
Xarnuta obsoleta är en tvåvingeart som först beskrevs av Christian Rudolph Wilhelm Wiedemann 1824.  Xarnuta obsoleta ingår i släktet Xarnuta och familjen borrflugor. Inga underarter finns listade i Catalogue of Life.